# Gaurav Baliyan
Gaurav Baliyan (ur. 1 października 2001) – indyjski zapaśnik walczący w stylu klasycznym. Zajął 23. miejsce na mistrzostwach świata w 2021. Wicemistrz Azji w 2020 i 2022. Piąty w indywidualnym Pucharze Świata w 2020. Triumfator igrzysk Azji Południowej w 2019. 
Trzeci na mistrzostwach Azji U-23 w 2022, a także na MŚ juniorów w 2021. Wicemistrz świata kadetów w 2018 roku.